# Trender och traditioner
Trender & Traditioner var ett radioprogram som sändes i Sveriges Radio P3  mellan 1982 och 1993.
Programmet presenterades av Ulf Gruvberg och Tomas Blom och innehöll "modern folkmusik" i dess vidaste bemärkelse, allt från Jan Johanssons "Jazz på svenska" till Thin Lizzys "Whiskey in the Jar", Efter ett par år lämnade Blom över helt till Gruvberg. På sluttampen, 1992-1993, togs programmet hand om av Stefan Wermelin. 
Alla möjliga sorters musik med minsta inslag av folkmusik förekom i T&T. Musiker intervjuades och en återkommande fråga var: "Vad är folkmusik för dig?". Bland alla intressanta funderingar märks speciellt Cornelis Vreeswijks korta och kärnfulla: "All musik utan slips, antar jag."    